# 日大鎌倉諸本集成本源氏物語
日大鎌倉諸本集成本源氏物語（にちだいかまくらしょほんしゅうせいほんげんじものがたり）は、源氏物語の写本の一つ。

## 概要
日大鎌倉諸本集成本源氏物語とは、日本大学図書館に収蔵された源氏物語の写本のうち、『日本大学蔵源氏物語』という影印本のシリーズものにおいて、三条西家本の影印本に続いて刊行された「鎌倉期諸本集」の1及び2に収蔵された写本の総称である。
この「日大鎌倉諸本集成本」は、もともと異なる時代に異なる人物によって書写され長年別々に伝えられてきた写本であるが、大部分は昭和初期に「大島本」などにその名を残す当時の代表的な収集家の一人であった三井合名会社理事の大島雅太郎の所有となりこれ以後まとまって伝えられることになった。大島の元にあった時期に相次いで重要美術品に認定され、また大島がその活動を支援していた池田亀鑑が作成していた源氏物語の校本である校異源氏物語にも採用された。戦後財閥解体などによって戦前とは一転して財政的に困窮することになった大島雅太郎の元を離れ、戦後の代表的なコレクターであった小汀利得の所有となり、その後昭和40年代になって日本大学の所有となった。1990年代になって日本大学が所蔵していた三条西家本とともに「日本大学蔵源氏物語」として影印本が出版された。

## 含まれる写本
日本大学蔵源氏物語 第12巻 鎌倉期諸本集 1 
- 紅葉賀[1][2][3]
  - 伝承筆者　二条為氏
  - 本文系統　別本
  - 伝来　大島雅太郎、小汀利得旧蔵。昭和14年9月6日付で重要美術品に認定される。昭和48年4月日本大学の所有となった。
  - 校本への採用
    - 校異源氏物語及び源氏物語大成校異編　写本記号「氏」、「伝二条為氏筆　大島雅太郎蔵」
    - 源氏物語別本集成　写本記号「氏」、「日大鎌倉諸本集成本」

  - その他　多くの錯簡と脱落が存在する。

- 松風[4][5][6][7]
  - 伝承筆者　二条為氏
  - 本文系統　概ね青表紙本。一部に独自の本文を持つ。
  - 伝来　大島雅太郎、小汀利得旧蔵。その他に「月明莊」なる蔵書印が押されている。昭和14年9月6日付で重要美術品に認定される。昭和48年4月日本大学の所有となった。
  - 校本への採用
    - 校異源氏物語及び源氏物語大成校異編　写本記号「氏」、「伝二条為氏筆　大島雅太郎蔵」
    - 源氏物語別本集成　写本記号「氏」、「伝二条為氏筆本（日本大学蔵）」

  - その他　一ヶ所錯簡が存在する。

- 松風[8][9][6]
  - 伝承筆者　冷泉為相
  - 本文系統　河内本
  - 伝来　大島雅太郎、小汀利得旧蔵。昭和14年9月6日付で重要美術品に認定される。昭和48年4月日本大学の所有となった。
  - 校本への採用
    - 校異源氏物語及び源氏物語大成校異編　写本記号「冷」、「伝冷泉為相筆写　大島雅太郎蔵」
    - 河内本源氏物語校異集成　写本記号「冷」、「伝冷泉為相筆本　日本大学蔵」

- 藤裏葉[10][11][12]
  - 伝承筆者　藤原為家
  - 本文系統　河内本
  - 伝来　大島雅太郎、小汀利得旧蔵。昭和14年9月6日付で重要美術品に認定される。昭和48年9月日本大学のものとなった。
  - 校本への採用
    - 校異源氏物語及び源氏物語大成校異編　写本記号「青」、「伝藤原為家筆写　大島雅太郎蔵（青谿書屋）」
    - 河内本源氏物語校異集成　写本記号「青」、「伝藤原為家筆本」

  - その他　下記「夕霧」帖と同筆の可能性が指摘されている。

- 柏木[13][14][15]
  - 伝承筆者　二条為氏
  - 本文系統　河内本
  - 伝来　大島雅太郎、小汀利得旧蔵。昭和14年9月6日付で重要美術品に認定される。昭和48年4月日本大学の所有となった。
  - 校本への採用
    - 校異源氏物語及び源氏物語大成校異編　写本記号「谿」、「伝二条為氏筆写　大島雅太郎蔵（青谿書屋）」
    - 河内本源氏物語校異集成　写本記号「谿」、「伝二条為氏筆本」

- 鈴虫[16][17][18]
  - 伝承筆者　二条為氏
  - 本文系統　青表紙本
  - 伝来　大島雅太郎、小汀利得旧蔵。昭和14年9月6日付で重要美術品に認定される。昭和50年5月日本大学の所有となった。
  - 校本への採用
    - 校異源氏物語及び源氏物語大成校異編　写本記号「島」、「伝二条為氏筆　大島雅太郎蔵」

日本大学蔵源氏物語 第13巻  鎌倉期諸本集  2 
- 夕霧[19][20][21]
  - 伝承筆者　藤原為家
  - 本文系統　河内本
  - 伝来　大島雅太郎、小汀利得旧蔵。昭和17年5月30日付で重要美術品に認定される。昭和48年4月日本大学の所有となった。
  - 校本への採用
    - 校異源氏物語及び源氏物語大成校異編には不採用

  - その他　上記「藤裏葉」帖と同筆の可能性が指摘されている。

- 宿木[22][23]
  - 伝承筆者　後光厳院
  - 本文系統　青表紙本
  - 伝来　日本大学の所蔵となるまでの伝来は不明。
  - 校本への採用
    - 校異源氏物語及び源氏物語大成校異編には不採用

## 影印本
- 『日本大学蔵源氏物語 第12巻 鎌倉期諸本集 1』八木書店、1996年7月。　ISBN 4-8406-9332-3
  - 「紅葉賀 伝二条為氏筆」、「松風 伝二条為氏筆」、「松風 伝冷泉為相筆」、「藤裏葉 伝藤原為家筆」、「柏木 伝二条為氏筆」及び「鈴虫 伝二条為氏筆」を収録
- 『日本大学蔵源氏物語 第13巻 鎌倉期諸本集 2』八木書店、1996年9月。　ISBN 4-8406-9333-1
  - 「夕霧 伝藤原為家筆」及び「宿木　伝後光厳院筆」を収録